# Olympische Jugend-Sommerspiele 2014/Teilnehmer (Litauen)
| Gelbes Symbol für Goldmedaillen mit stilisierten Olympischen Ringen | Graues Symbol für Silbermedaillen mit stilisierten Olympischen Ringen | Braundes Symbol für Bronzemedaillen mit stilisierten Olympischen Ringen |
| ------------------------------------------------------------------- | --------------------------------------------------------------------- | ----------------------------------------------------------------------- |
| 3                                                                   | 2                                                                     | 2                                                                       |

Die Jugend-Olympiamannschaft aus Litauen für die II. Olympischen Jugend-Sommerspiele vom 16. bis 28. August 2014 in Nanjing (Volksrepublik China) bestand aus 21 Athleten.

## Athleten nach Sportarten

### Basketball
Jungen
- 3x3: Gold
- Jonas Lekšas
- Martynas Sajus
- Justas Vazalis
- Kristupas Žemaitis
Dunking: 5. Platz

### Beachvolleyball
Jungen
- Matas Navickas
- Edvinas Vaškelis
17. Platz

### Kanu
Jungen
- Vadim Korobov
Kanu-Einer Sprint: Silber 
Kanu-Einer Slalom: 8. Platz

### Leichtathletik
Jungen
- Benediktas Mickus
800 m: 8. Platz
8 × 100 m Mixed: 4. Platz
- Karolis Maisuradzė
Kugelstoßen: 11. Platz
- Tomas Vasiliauskas
Hammerwurf: 4. Platz
8 × 100 m Mixed: 34. Platz

### Moderner Fünfkampf
| Mädchen - Aurelija Tamašauskaitė Einzel: 4. Platz Mixed: 4. Platz (mit Gabriel Cianelli Frankreich) | Jungen - Dovydas Vaivada Einzel: Bronze Mixed: 19. Platz (mit Ailen Cisneros Argentinien) |

### Radsport
Mädchen
- Ema Manikaitė
- Ernesta Strainytė
Kombination: 9. Platz
Mixed: 7. Platz (mit Jovan Jovanoski und Andrej Petrovski  Nordmazedonien)

### Rudern
| Mädchen - Sonata Petrikaitė Einer: 4. Platz | Jungen - Andrius Lapatiukas Einer: 10. Platz |

### Schwimmen
| Mädchen - Rūta Meilutytė 100 m Freistil: 5. Platz 50 m Brust: Gold 100 m Brust: Gold 200 m Lagen: DNS - Ugnė Mažutaitytė 200 m Rücken: 14. Platz | Jungen - Povilas Strazdas 100 m Freistil: 11. Platz 400 m Freistil: 9. Platz 50 m Schmetterling: 13. Platz 200 m Lagen: Silber - Paulius Grigaliūnas 100 m Brust: 13. Platz 200 m Brust: 17. Platz |

### Tennis
Mädchen
- Akvilė Paražinskaitė
Einzel: Bronze 
Doppel: Bronze  (mit Jeļena Ostapenko  Lettland)
Mixed: 1. Runde (mit Nino Serdarušić  Kroatien)